# ティポソラックス
ティポソラックス（学名：Typothorax）は、後期三畳紀に現在でいう北アメリカ大陸に生息した、鷲竜類スタゴノレピス科に属する主竜類の属。小型の頭部に存在する口腔の後半には古竜脚類のものに類似する歯が生えており、先端部が平坦な吻部を用いて植物の根や地下茎を掘り起こして摂食する植物食性動物であったと考えられている。太い胴部を被覆する装甲は同時代の捕食者からの防御手段として用いられていた。
日本語でのカナ転写表記には『世界の巨大恐竜博2006』での「ティポソラックス」表記と、『ギガ恐竜展2017』での「ティポトラクス」表記がある。

## 歴史
ティポソラックスは北アメリカ大陸西部の三畳系から命名された最初期の脊椎動物の1つであるが、命名以降の理解は乏しい。古生物学者は数十年にも亘ってティポソラックスの特徴的な装甲を発見してきたが、包括的な研究が登場したのは2000年ごろであった。化石はテキサス州のクーパーキャニオン層やアリゾナ州のチンリ層で得られている。

## 特徴

ヒトとTypothorax coccinarumの体サイズ比較

ティポソラックスは現生ワニと遠縁の偽鰐類である鷲竜類に属する。現生ワニと異なり鷲竜類は植物食性であり、ティポソラックスや他の鷲竜類は小型の葉状の歯を持ち、肉食には適していなかった。デスマトスクスのような他の複数の鷲竜類と異なりティポソラックスは肩の突起を持たなかったが、前から3列目の鱗甲から突出する棘が大型化していた。また後側にフックをなす角を持つ外側の鱗甲が背部に沿って存在し、また腹部は装飾を持つ鱗甲に被覆されている。既知の範囲内で最大のT. coccinarumの標本は2023年に記載されており、デスマトスクスとおよそ同等の全長5メートル以上に達していたが、神経棘と椎体との間の縫合線が開いていることや成長停止線の本数に基づいて16歳から19歳の骨格的に未成熟の個体と判断されている。ただし、記載者はより小型の個体の神経棘-椎体間の縫合部が骨化していることを指摘しており、鷲竜類の成熟度を判断する信頼できる指標にならない可能性があるとも注意している。
ティポソラックスは脊柱が短縮しており、個々の椎骨が短くなっているが、椎骨に重なる皮骨板は短くなっていない。その代わりに、他のほぼ全ての鷲竜類において1個の椎骨ごとに1列の皮骨板が存在するのに対し、ティポソラックスの背部を被覆するそれぞれの皮骨板は複数の椎骨をカバーし、全身での総数を減らしていた。T. coccinarumは仙椎よりも前方の椎骨を26枚、それに対応する皮骨板を20列有していた。もしティポソラックスの頸部の棘がデスマトスクスのものと相同であるとすれば、デスマトスクスの棘が前から5列目、ティポソラックスの棘が前から3列目に位置することから、前部の皮骨板がティポソラックスにおいて喪失した可能性が高い。またティポソラックスは既知の鷲竜類で唯一総排出腔の付近にも棘が報告されている。
ティポソラックスは前肢が短い一方で、その約1.5倍の長さを持つ後肢が頑強であった。前肢は胴体に対して半直立、後肢は直立の関係にあった。各趾の趾骨の数（phalangeal formula）は最小限の見積もりで2-3-3?-4?-3?である。趾全体は第III趾が最も長く、次いで第II趾、第IV趾、第I趾と続き、第V趾が最短である。第I趾と第V趾は長さと幅がほぼ等しい。

## 分類

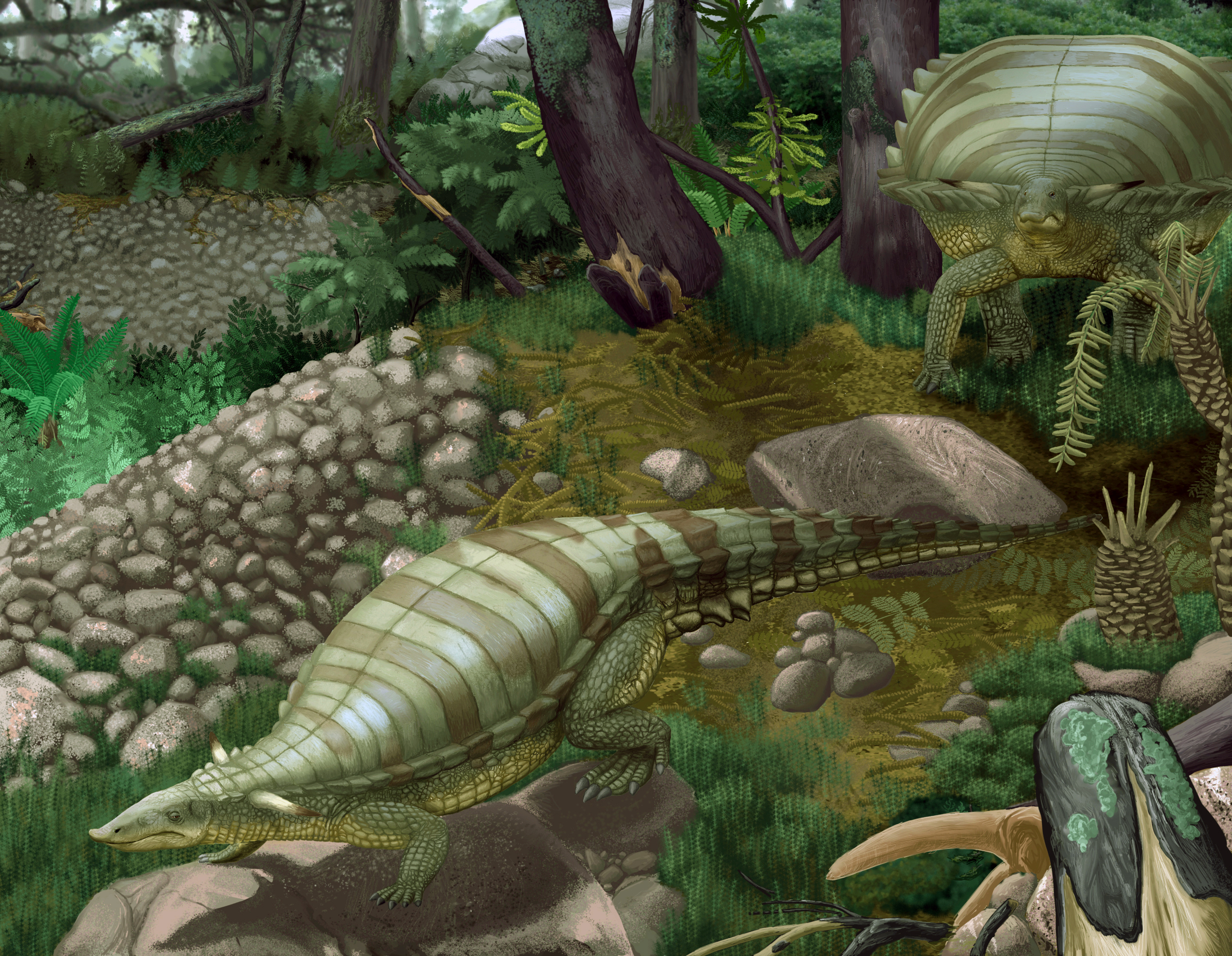
2頭のT. coccinarumの復元図

ティポソラックスは鷲竜類のうちスタゴノレピス科に属す。1991年に命名されたスタゴノレピス科レドンダスクス属のRedondasuchus reseriは1995年にT. coccinarumの前側皮骨板の再記載に用いられた皮骨板との類似性に基づいてT. coccinarumのジュニアシノニムとされた。Martz (2002)はR. reseriをティポソラックス属に分類した一方で、タイプ種でなくT. reseriという新種とした。Spielmann et al. (2006)はレドンダスクス属の新種R. rinehartiを記載し、レドンダスクスとティポソラックスを別属とした。またHeckert et al. (2010)は新たなT. coccinarumの骨格要素に基づき、正中傍の皮骨板の形態がティポソラックスにおいて穏やかなアーチを描きレドンダスクスにおいて強く湾曲することから、両者を別属と主張している。
Parker (2013)はT. coccinarumのホロタイプを再記載した。Parker (2013)はホロタイプ標本が分類群の識別をするには断片的すぎることから疑問名であるとした。このためT. coccinarumのジュニアシノニムとされているEpiscoposaurus horridusがT. coccinarumの参照標本に付与される次の利用可能な学名であるが、学名の安定性の観点から、Parker (2013)はネオタイプ標本を指定してT. coccinarumの学名を維持することを支持している。